# 빈니차주
빈니차주(우크라이나어: Вінницька область)는 우크라이나 중부에 위치한 주로 주도는 빈니차이며 면적은 26,513km2, 인구는 1,691,061명(2006년 기준)이다.
주 남서쪽에는 드네스트르강이 흐른다. 남쪽으로는 몰도바와 국경을 접하며 서쪽으로는 체르니우치주와 흐멜니츠키주, 북쪽으로는 지토미르주, 동쪽으로는 키예프주와 체르카시주, 키로보흐라드주, 남동쪽으로는 오데사주와 접한다. 광물 자원이 풍부한 편이며 주 안에는 이탄과 고령석, 석류석, 형석 등 1,159개에 달하는 광산이 있다. 질 좋은 광천수로도 유명한 곳이다.